# IC 3841
IC 3841 је двојна звијезда у сазвјежђу Береникина коса која се налази на листи објеката дубоког неба у Индекс каталогу.
Деклинација објекта је + 22° 20' 39" а ректасцензија 12h 51m 50,6s.